# The Spanish Game
The Spanish Game ist ein Spionageroman des britischen Schriftstellers Charles Cumming, erschienen im Jahr 2006 bei Penguin Books in London. Es ist Cummings dritter Roman und erzählt die Geschichte der Hauptfigur seines Erstlingswerk A Spy by Nature, Alec Milius, sechs Jahre nach den damaligen Ereignissen.

## Inhalt

### Handlung
Die Geschichte ist im Jahr 2003 angesiedelt. Nach mehreren Stationen davor ist Alec Milius inzwischen seit sechs Jahren in Spanien untergetaucht und arbeitet für eine britische Privatbank. Sein Leben ist immer noch bestimmt von Paranoia und der Sorge, dass der MI5 oder die CIA ihn finden könnten. Selbst der Besuch seines Freundes Saul stimmt ihn misstrauisch. Ein geschäftlicher Auftrag führt ihn in das Baskenland, wo er auch den ehemaligen Separatistenführer Mikel Arenaza trifft. Kurz darauf gilt dieser als vermisst. Während die Polizei und der separatistische Journalist Patxo Zulaika ihn suchen, weiß Alec als einziger, dass Arenaza eine Geliebte in Madrid hatte, Rosaria Dieste. Das Verschwinden des Mannes lässt ihn nicht los und er beginnt, sie zu beschatten.
Zwischendurch überkommen ihn immer wieder Attacken des Misstrauens, sei es gegen seine Geliebte Sofia oder ihren Mann und seinen Vorgesetzten, Julian Church. Rosiara trifft unter dubiosen Umständen einen Mann und Alec kann ihm zu dessen Hotel folgen. Eine weitere Verfolgung ist jedoch nicht möglich, weil ihm Robert Kitson den Weg versperrt, der sich als Angehöriger des MI5 vorstellt. Sie würden den Kontakt von Rosaria schon länger beschatten und wollen Alec trotz früherer Zerwürfnisse als Teil ihres Teams vor Ort. Alec fühlt sich geschmeichelt. Kurz darauf wird Arenaza tot aufgefunden, am Tatort trifft Alec Zulaika wieder. Dieser erklärt ihm, dass der Mord an Arenaza seiner Ansicht nach Teil eines neuen schmutzigen Krieges sei, den Teile der Sicherheitskräfte des spanischen Staats gegen die ETA und die baskischen Nationalisten führten. Es gibt ein weiteres Todesopfer, eine Entführung und einen versuchten Mord. Kurz nach dem Gespräch wird Alec von baskischen Terroristen entführt, gefoltert und verhört, überlebt jedoch. Als er Kitson von den Ereignissen erzählt, begreift dieser die politische Brisanz. Amerikaner und Briten können im Krieg gegen den Terror nicht eng mit der Regierung Aznar kooperieren, wenn diese zeitgleich Staatsterror organisiert. Die entsprechenden Rädelsführer im Innenministerium sollen, wenn genügend Beweise vorliegen, unter anderem Vorwand geschasst werden.
Dazu soll Alec Carmen Arroyo, die Sekretärin des Staatssekretärs Javier de Francisco verführen, um so an Informationen zu gelangen. Das Verhältnis zu seiner Geliebten Sofia ist zu diesem Zeitpunkt bereits zerrüttet, weil er ihr die Tage der Folter verschweigt und ihr klar wird, dass er Geheimnisse vor ihr hat. Trotz moralischer Bedenken verführt Alec Carmen erfolgreich und erhält die gesuchten Informationen, die Operation läuft wie geplant an und Innenminister Maldonaldo wie sein Staatssekretär de Francisco verlassen über einen „Finanzskandal“ fluchtartig das Land. Als Alec aus schlechtem Gewissen heraus Carmen noch einmal aussucht, identifiziert er sie als eine seiner Peiniger aus der früheren Folter. Er überwältigt sie und einen weiteren ETA-Terroristen und flieht. Ihm wird klar, dass ein doppeltes Spiel gespielt wurde. De Francisco und Maldonaldo waren seit Jahrzehnten getarnte Schläfer der ETA, die Opfer des „schmutzigen Krieges“ überwiegend alte Kader, die dem bewaffneten Kampf abgeschworen hatten und darum entbehrlich waren. Die spanische Demokratie sollte durch die Aufdeckung des vermeintlichen Terrors delegitimiert werden und so dem abschwellenden baskischen Nationalismus neues Leben eingehaucht werden. Am Abend hat Alec ein Essen mit Richard Lithiby, seinem ehemaligen Vorgesetzten beim MI5, weil er nach Kitsons Report seiner Leistungen wieder in die Organisation aufgenommen werden soll.
Lithiby erscheint jedoch nie. Stattdessen erhält er einen Anruf von Katharine, der CIA-Agentin, die er vor sechs Jahren überlistete und der er den Mord an seiner damaligen Freundin Kate vorwirft. Er muss erfahren, dass er ein zweites Mal getäuscht wurde. Kitson und sein Team arbeiten nicht für das MI5, sondern für die CIA. Sie hatten Rosarias Kontakt aufgrund anderer Vergehen beschattet und Alex so durch Zufall wiedergefunden. Seine Erkenntnisse über den vermeintlichen schmutzigen Krieg seien ihnen so glücklich in die Hände gefallen. Beweise gegen Maldonaldo und de Francisco hatten sie zu diesem Zeitpunkt bereits, seine vermeintliche Beziehung zu Carmen war nicht nötig, viel mehr hat die CIA sie heimlich fotografiert und die Bilder an Sofia geschickt. Die endgültige Zerstörung seiner Beziehung sei ihre Rache gewesen für die damalige Schmach. Alec erkennt, dass sie nichts von den Schläfern der ETA wissen und stellt sich in der britischen Botschaft, um diese Erkenntnisse weiterzugeben.

### Weltbild
Die Atmosphäre des Buches ist von allgegenwärtiger Paranoia gekennzeichnet. Alec vertraut niemandem und sieht selbst hinter bloßen Zufällen, etwa wenn Saul und Julien der gleichen Prostituierten beiwohnen, Ansätze einer Verschwörung gegen ihn. Zugleich verfolgen fast alle ihn umgebenden Akteure verdeckte Ziele. Sowohl die ETA-Kader, die ihre eigenen Leute töten, als auch das CIA-Team, das sich als Briten ausgibt, um Alec zu täuschen. Auch Alec selbst täuscht seine Geliebte Sofia mehrmals. Im Buch wird jede Form des Vertrauens enttäuscht und keine Person kann sich gewiss über etwas sein.

## Form
Das Buch wird aus der Perspektive von Alec Milius erzählt, wobei sowohl die Ereignisse geschildert werden als auch die umfangreichen Zweifel und Bedenken, die seine Taten begleiten.

## Rezeption
The Spanish Game wurde in der englischsprachigen Presse ausgiebig besprochen. Der britische Observer merkt an, dass Cummings Personal sich von den Spionen der 60er Jahre darin unterscheide, dass Alec Milius wesentlich erwachsener wirke und preist grundsätzlich seine Erzählkunst. Der Daily Telegraph (ebenfalls Großbritannien) nennt das Buch „beeindruckend und überzeugend“ und urteilt, dass Cummings geschicktes Verweben von realer Geschichte und Politik mit einer fiktiven Geschichte ein hervorragender Beweis seines Könnens ist.

### Textausgaben
- The Spanish Game, New York 2009, St. Martin Griffin’s, ISBN 978-0-14-101783-9